# Melanophidium wynaudense
Espèce
Synonymes
- Plectrurus wynaudensis Beddome, 1863

Statut de conservation UICN

 LC  : Préoccupation mineure
Melanophidium wynaudense est une espèce de serpents de la famille des Uropeltidae. 

## Répartition et habitat
Cette espèce est endémique du sud des Ghats occidentaux en Inde.
Elle habite les sols humides, principalement des forêts humides de montagne. Ils peuvent aussi vivre dans les rizières et autres plantations.

## Description
Melanophidium wynaudense a le dos bleu nuit. Sa face ventrale présente de grandes taches blanches devenant plus grandes et larges vers la queue. Cette dernière est entièrement bleu nuit.

## Étymologie
Son nom d'espèce, composé de wynaud et du suffixe latin -ense, « qui vit dans, qui habite », lui a été donné en référence au lieu de sa découverte, un lieu dit Wynand, à environ 1 100 m d'altitude.

## Publication originale
- Beddome, 1863 : Descriptions of new species of the family Uropeltidae from Southern India, with notes on other little-known species. Proceedings of the Zoological Society of London, vol. 1863, p. 225-229 (texte intégral).